# Artemidor von Daldis
Artemidor von Daldis (altgriechisch Ἀρτεμίδωρος ὁ Δαλδιανός Artemídoros ho Daldianós, lateinisch Artemidorus Daldianus, auch Artemidor von Ephesos) war ein kaiserzeitlicher Traumdeuter und Wahrsager aus der ersten Hälfte des 2. Jahrhunderts. Artemidor ist der Verfasser der Oneirokritika (griechisch „Traumdeutung“).

## Leben und Tätigkeit
Artemidor stammte zwar aus der griechischen Stadt Ephesos in Westkleinasien, benannte sich aber selbst nach der Heimatstadt seiner Mutter, Daldis in Lydien, um sich von den zahlreichen weiteren Traumdeutern in Ephesos abzuheben. Die moderne Forschung unterscheidet ihn so von dem Geographen Artemidor von Ephesos. Seine Lebenszeit fällt wohl in die Jahre nach dem Tod Domitians (96 n. Chr.) bis in die Herrschaft des Antoninus Pius (138 bis 161), der ebenso wie Hadrian im Werk namentlich erwähnt wird. Die oft zu lesende Annahme, Artemidor sei um 180, gegen Ende der Herrschaft des Mark Aurel oder zu Beginn der des Commodus, gestorben, ist hingegen eine bloße Vermutung, da keiner der beiden Kaiser im Werk genannt wird. Aufgrund bestimmter Denkfiguren und Bezüge in seiner Traumdeutung – so zum Beispiel die Idee der Pronoia (Ahnung) und Personifikationen von Sternen, Winden und Wolken – wird mitunter vermutet, dass Artemidor ein Stoiker war.
Artemidor unternahm nach eigener Auskunft mehrere Bildungsreisen durch Kleinasien und auf die großen Inseln der Ägäis; er besuchte das griechische Mutterland und Italien. Er übte das Traumdeuten und Wahrsagen, ein zu seiner Zeit übliches Gewerbe, beruflich aus. Artemidor konsultierte auf seinen Reisen auch Wahrsager, die auf Märkten den Leuten ihre Träume deuteten, um auf diese Weise mehr über alte Traumgesichte und deren Erfüllungen zu erfahren. Er hatte einen Sohn, der wie er Traumdeuter wurde. Gebildet und vertraut mit der klassischen griechischen Literatur, rühmt sich Artemidor in der Vorrede zum ersten Buch seiner Traumdeutung, dass es kein Buch über Traumdeutung gebe, das er nicht erworben und studiert habe. Artemidor hatte einerseits das Bestreben, die Traumdeutung unter dem Einfluss der Empirischen Schule auf einer empirischen Methode (Beobachtung, Überlieferung, Analogieschluss) zu begründen, andererseits gibt er an, der Gott Apollon selbst habe ihn in Träumen zum Verfassen seines Traumbuchs inspiriert. Neben der Traumdeutung verfasste Artemidor auch ein Handbuch der Vogelschau, das aber vollständig verloren ist.

## Werk
Seine Traumdeutung besteht aus fünf Büchern. Die ersten drei Bücher sind einem gewissen Cassius Maximus (vermutlich Maximos von Tyros) gewidmet. Ursprünglich war das Werk wohl auf eine Beispielsammlung in zwei Büchern angelegt. Die Bücher 1 bis 3 erschienen zuerst und waren für ein breiteres Publikum bestimmt. Die Bücher 4 und 5 dagegen schrieb Artemidor angeblich ausschließlich für seinen Sohn, der ebenfalls Traumdeuter war: Dieser solle, so die selbstbewusste Behauptung des Textes, diesen Teil des Werkes für sich behalten, um dadurch allen anderen Traumdeutern überlegen zu sein. Das vierte Buch ist dabei eine Verteidigung der Traumdeutung gegen Kritiker und enthält darüber hinaus praktische Ratschläge für den Traumdeuter und Erörterungen theoretischer Probleme der Traumdeutung. Im fünften Buch versucht Artemidor, 95 konkrete Träume und ihre Bedeutung für das wirkliche Leben zu erklären. Träume und Traumsymbole werden als Omina mit günstiger oder ungünstiger Vorbedeutung für den Träumenden ausgelegt.
Ein Beispiel: 

„Sich [sc. im Traum] zu kämmen bringt Mann und Frau Nutzen; denn der Kamm ist gleichbedeutend mit der alle Widerwärtigkeiten überwindenden Zeit. Das Haarflechten ist nur Frauen und jenen Männern von Nutzen, die es auch sonst [sc. im Wachen] zu tun pflegen, allen anderen Menschen zeigt es Verwicklungen in ihren finanziellen Verpflichtungen, hohe Darlehensschulden, bisweilen auch Gefängnis an.“

Das Werk des Artemidor gilt heute als interessantes Beispiel für den antiken Aberglauben. Zugleich ist es ein früher Versuch, das scheinbar Chaotische, Sinnlose und Rätselhafte der Träume zu systematisieren und daraus eine gleichsam empirisch gestützte Technik der Deutung zu entwickeln.
Darüber hinaus ist das Traumbuch eine wertvolle historische Quelle für das damalige Lebensgefühl, die Sozialgeschichte und die Vorstellungswelt des antiken Menschen in der hohen Kaiserzeit. Das Interesse der Kundschaft eines griechischen Traumdeuters war, wie aus Artemidors Deutungen zu erschließen ist, nicht etwa ein Gewinn an Selbsterkenntnis, eine Therapie oder eine existenzielle Deutung, sondern einzig der Blick in die Zukunft, der zumeist von materiellen Anliegen bestimmt war: Armut oder Reichtum, Krankheit oder Gesundheit, Erfolg oder Misserfolg in der beruflichen Arbeit, in Wettkämpfen, im öffentlichen Leben, Ehe und Kindersegen, Wetter und Ernte, gefahrvolle oder glückliche Reise etc. sind die Themen, um die der Text kreist.

## Rezeption
Bis weit ins 18. Jahrhundert war das Traumbuch, das im Renaissance-Humanismus ins Lateinische übersetzt worden war, ein sehr beliebtes und oft zitiertes Werk; in der Aufklärung verlor es an Popularität und geriet weitgehend in Vergessenheit. Erst Sigmund Freud (1856–1939) entdeckte es wieder und zitiert es in seinem Werk Die Traumdeutung (1899/1900).

Für die moderne Rezeption Artemidors war neben Freud besonders der französische Philosoph Michel Foucault bedeutend, der vor allem die (sexual)geschichtlichen Aspekte des Werkes in seiner Publikation Sexualität und Wahrheit analysierte. In Sexuality and Solitude wies Foucault im Zuge eines Vergleiches mit Texten des Christen Augustinus auf die Freud entgegengesetzte Interpretation sexueller Träume bei Artemidorus hin:
Träumt man etwa, daß man mit seiner Mutter schläft, so bedeutet das, daß man als Amtsinhaber erfolgreich sein wird – da die Mutter offensichtlich das Symbol der Stadt oder des Landes ist.

## Liste älterer Autoren und Schriften zum Traum
Die älteren Traumbücher, auf die Artemidor zurückgreifen konnte und mit denen er sich auseinandersetzte, sind uns größtenteils nicht überliefert und nur als Titel oder fragmentarisch durch ihre Nennung bei Artemidor selbst oder durch Zitate bei anderen Autoren bekannt.
- Antiphon von Athen
- Herophilos von Chalkedon
- Poseidonios: Abhandlung Über die Weissagekunst in 5 Büchern
- Aristandros von Telmessos in Karien
- Dementrios aus Phaleron: Abhandlung in 5 Büchern
- Alexander von Myndos (157–86 v. Chr.)
- Nikostratos von Ephesos
- Panyassis von Halikarnassos
- Apollodoros von Telmessos
- Phoibos von Anioacheia
- Dionysios von Heliopolis
- Geminos aus Tyros: Abhandlung in 3 Büchern
- Artemon von Milet: 22 Bücher
- Aristoteles: De somno et vigilia, De insomnis (beide erhalten)

## Ausgaben und Übersetzungen
Ausgabe des 16. Jahrhunderts
- Janus Cornarius. Artemidori Daldiani philosophi excellentissimi, De somniorum interpretatione, Libri V. Froben, Basel 1539 (Digitalisat), 1544 (Digitalisat); Gryphius, Lyon 1546 (Digitalisat)

Kritische Ausgabe
- Roger A. Pack (Hrsg.): Artemidori Daldiani Onirocriticon libri V. Teubner, Leipzig 1963.

Übersetzungen und Kommentare (chronologisch)
- Karl Brackertz (Übersetzer): Artemidor von Daldis: Das Traumbuch. Übersetzt von Artemis, Zürich und München 1979, ISBN 3-7608-3661-5 (auch als dtv-Taschenbuch; mit Anmerkungen und textkritischem Apparat).
- Friedrich Salomon Krauss (Übersetzer): Traumkunst. Neubearbeitet und Nachwort von Gerhard Löwe. Einleitung von Fritz Jürß. Reclam, Leipzig 1991, ISBN 3-379-00712-9. Digitalisat der Ausgabe 1881
- Daniel E. Harris-McCoy: Artemidorus' Oneirocritica. Text, Translation, and Commentary. Oxford University Press, Oxford 2012, ISBN 978-0-19-959347-7.
- Artemidorus, The interpretation of dreams. Übersetzung von Martin Hammond, Einleitung und Anmerkungen von Peter Thonemann (Oxford world’s classics). Oxford University Press, Oxford 2020, ISBN 978-0-19-879795-1.